# Гранмон, Жан-Мишель
Жан-Мишель Гранмон (фр. Jean-Michel Grandmont; род. 22 декабря 1939, Тулуза) — французский экономист, профессор экономики, президент Эконометрического общества в 1990 году.

## Биография
Жан родился 22 декабря 1939 года в Тулузе, Франция.
В 1960—1962 годах проходил обучение в Политехнической школе в Париже, а в 1961 году успешно прошёл сертификацию на возможность преподавания во Франции в Парижском университете. После того как продолжил своё обучение в Национальной школе мостов и дорог в 1963—1965 годах, получил диплом инженера в 1965 году. Свою трудовую деятельность начал с должности научного сотрудника CERMAP в 1965—1968 годах, а затем уехал на обучение в США. В 1968—1971 годах проходил обучение в Калифорнийском университете в Беркли и в 1971 году был удостоен докторской степени (Ph.D.) по экономике.
После возвращения в Париж, устроился работать в CEPREMAP и Национальный центр научных исследований (CNRS), где был помощником научного сотрудника в 1970—1972 годах, научным сотрудником в 1972—1975 годах, руководителем исследовательского отдела в 1975—1978 годах, директором по исследованиям в 1987—1996 годах, директором по исследованиям Национального центра научных исследований (CNRS) и директором по исследованиям Центра исследований по экономики и статистики (CREST) в 1996—2005 годах.
Параллельно был ассоциированным профессором в 1977—1992 годах, заведующим кафедрой экономики в 1996—2000 годах и в 2003-2004 годах, профессора экономики в 1992—2004 годах в Политехнической школе в Париже. В 1980—1986 годах был ассоциированным профессором в Национальной школе статистики и экономического управления (ENSAE) и в 1982—1986 годах также был ассоциированным профессором в Высшей школе социальных наук во Франции (EHESS).
Жан Грамон был приглашенным научным сотрудником в Католическом университете Левена в 1972—1973 годах и в 1996—1997 годах, в Гарвардском университете в 1975 году, в Стэнфордском университете в 1975—1976 годах, 1983—1984 годах, в 1986—1989 годах, в 1992 году, в Лондонской школе экономики и политических наук в 1986—1987 годах. Был приглашенным профессором в Боннском университете в 1975 году, 1978—1979 годах и в 1992—1993 годах, в Пенсильванском университете в 1980 году и в 1984 году, в Лозаннском университете в 1982—1983 годах, в Массачусетском технологическом институте в 1984 году, в Калифорнийском университете в Сан-Диего в 1985 году, в Йельском университете в 1987, 1989, 1990, 1991, 1994 годах. Был генеральным инженером Национальной школе мостов и дорог в 1995-2005 годах.
В настоящее время занимает должность  старшего научного сотрудника Центра исследований по экономики и статистики (CREST) с 2005 года и старшего научного сотрудника Международного центра экономики и финансов (ICEF) с 2004 года. В настоящее время также является помощником редактора журнала «Journal of Economic Theory» с 1973 года и журнала «Journal of Economic Dynamics and Control» с 1994 года. Жан Грамон является также членом с 1974 года и президентом Эконометрического общества в 1990 году, членом Европейской экономической ассоциации с 1986 года, членом Французской ассоциации экономических наук с 1987 года, членом Международной экономической ассоциации, почётным членом Американской экономической ассоциации с 1989 года, членом Европейской Академии с 1989 года, почётным доктором Лозаннского университета с 1990 года, иностранным почётным членом Американской академии искусств и наук с 1992 года, почётным членом Университета Ка' Фоскари с 2016 года.
Жан Грамон был помощником редактора журнала «Econometrica» в 1976—1983 годах и журнала «Journal of Mathematical Economics» в 1973—1985 годах, членом научного совета Фонда Франции в 1984—1990 годах.

## Награды
За свои достижения был награждён:
- 1992 — премия Гумбольдта;
- 1995 — кавалер ордена Академических пальм от Министерства национального образования Франции;
- 2002 — офицер ордена Академических пальм от Министерства национального образования Франции;
- 2004 — кавалер ордена Почётного легиона.